# Вулиця Гетьмана Михайла Дорошенка (Канів)
Ву́лиця Ге́тьмана Миха́йла Дороше́нка — вулиця у мікрорайоні Костянець міста Канева. Пролягає від вулиці Енергетиків до вулиці Київської. Названа на честь українського військового діяча, реєстрового козацького гетьмана Михайла Дорошенка.
До вулиці Гетьмана Михайла Дорошенка долучаються вулиця Дудки, вулиця Ткаченка, вулиця Івановського, вулиця Скляренка, вулиця 8 березня (двічі), вулиця Перемоги, вулиця Старицького, вулиця Степанова, вулиця Лисенка, вулиця Андрія Лівицького.

## Загальна інформація
До 17 листопада 2015 року мала назву «вулиця Дорошенка». Була перейменована рішенням Канівської міської ради.
На вулиці розташована братська могила радянських воїнів загиблих під час боїв за місто в 1941 році.

## Установи та заклади
- Консервний завод ГК «Верес»
- ТОВ «Канівський завод солодових екстрактів» (буд. № 5А)
- Магазин «Господар» (буд. № 56)